# Geschichte der Stadt Wiehl
Hier wird die Geschichte der Stadt Wiehl in Nordrhein-Westfalen behandelt, die bis auf das 12. Jahrhundert zurückreicht.

## Mittelalter
Wiehl wurde erstmals 1131 in der Päpstlichen Besitzbestätigung für das Bonner Sankt Cassius Stift, das in Wila einen Hof und den Kirchenzehnten besaß, urkundlich erwähnt. Die Schreibweise der Erstnennung war Wila.
Im Jahre 1250 trug der Ritter (oder Graf) Adolf von Wyle dem Grafen von Berg seine Herrschaft von Bieberstein bis zur Wiehlmündung zum Lehen an und wurde dessen Erztruchsess (Haushofmeister) und erster Bergischer Vogt zu Windeck. Bereits im 11. Jahrhundert wurden Ritter zu Wyle genannt.
1385 bemühten sich die Grafen von Sayn beziehungsweise von Sayn-Wittgenstein durch Zukauf der Vogtei Wiehl um den Ausbau ihrer kleinen Reichsherrschaft Homburg. Ein Vogteigericht in Wiehl hatte schon seit dem hohen Mittelalter Bedeutung. Das in der Neuzeit daraus hervorgegangene Amtsgericht bestand bis zur kommunalen Gebietsreform 1969.

## Neuzeit
Für das Jahr 1528 existiert ein Hinweis auf die frühe Eisenverarbeitung mit wassergetriebenem Hammer, wahrscheinlich am Ohlerhammer, dem heutigen Standort der Bergischen Achsenfabrik: Hermann im Seiffen und der Ferber vom Ol (Siefen und Ohl sind alte Wiehler Ortsteile) haben ohne vorwissen und zulassung der herren zu Homburg einen hammerdeich in die Wiel gebaut, den der saynische Amtmann hat wegreißen lassen.
1531 beklagte sich der Kaplan zu Wiehl Bertram Hase bei der Homburger Herrschaft, dass ihn die Leute des gräflichen Amtmanns Quad zu Isengarten drangsaliert und kujoniert, sogar sein Pferd nach Homburg verschleppt hätten. Bei dieser Beschwerde handelt es sich um das erste schriftliche Zeugnis von einem Geistlichen in Wiehl. 1540 wurde Mathias Lindenstock vom Cassiusstift zu Bonn zum Pfarrer bestellt, offenkundig also ein katholischer Geistlicher, der auch nach Einführung der Reformation durch den Homburger Herren die Annahme der neuen Lehre verweigerte.
1537 verurteilte der bergische Amtmann von Windeck einen Untertanen wegen Ehebruchs und ließ ihm durch den Schultheiß Aiff (Adolf) an der Wiell den Schandtstein um den Halß hangen, den der Missetäter um den Kirchhof tragen musste (dies war eine so genannte Ehrenstrafe). 1577 ließ sich der bergische Schultheiß Johann Dick von den Ältesten berichten, was von Bergischen und anderer Herren Leute sich an Toitschlegen, Diberej und anderen derglichen Mißthaten und pinlichen (peinlichen) Halßstraflichen Sachen zugedraigen habe. Von Verfolgungen und Bestrafungen der Täufer ist aus dem Bergischen und Homburgischen einiges überliefert, für Wiehl selbst sind Dokumente nicht festgestellt.
1553 und in den folgenden Jahrzehnten berichteten die bergischen Schultheissen über eine rege Bergbautätigkeit und die Erträgnisse der Eisen- und Bleierzgruben im Bereich der dreiherrigen Vogtei Wiehl wie im Homburgischen Umland. Sie vermeldeten Ungereimtheiten bei der Abführung und Aufteilung des Zollsteins (Bergzehnt), der dem Herzog von Berg einesteils, zum anderen den beiden Herren über Homburg, denen von Sayn bzw. von Wittgenstein jeweils zu einem Drittel zukommen musste.
Erster evangelischer Pfarrer zu Wiehl wurde 1560 Wymar Fischer. Nach Teilung in zwei Pfarrbezirke im Jahr 1568 wurde Georg Hollmann vom Homburger Landesherren als Pfarrer nach Wiehl berufen. Zuvor war der in Wiehl geborene Hollmann an seinem Wohnort Bergneustadt trotz Widerstands der Bürgerschaft vom (altgläubigen) bergischen Amtmann aus dem Vikariat entfernt worden, weil er sich ganz und gar sektiarisch und widerwärtig zeige. Auch in Gummersbach wurde aus gleichem Grund seine Anstellung als Vikar unterbunden. Pfarrer Hollmann mit Familie ernährten sich – wie die Vorgänger und Nachfolger – von den Erträgnissen des Kirchengutes Pfaffenberg.
1563 wurde zunächst eine lutherische, 1605 dann die reformierte Kirchenordnung eingeführt.
1580 wurden in den Futterhaferzetteln der Herrschaft Homburg für das  Dorff Wiel  zusammen mit heute einbezogenen Ortsteilen wie Zirre, Zaun, Bruch, Ohl, Puhl, Wülfringhausen insgesamt 41 abgabepflichtige Haushaltungen (Feuerstätten) gezählt, darunter 21 Saynische und je 10 Wittgensteinische und Bergische Untertanen.
Die wohl älteste „Sportnachricht“ aus dem Oberbergischen wurde 1595 aus Wiehl überliefert: Es sey ein spielplatz daselbs, uf welchem etliche under der Predigt ball schlagen und sonst spielen. Während des Gottesdienstes wurde also eine Art Schlagball gespielt, worüber der Senior (Kirchenälteste) Joh. Schmidt bei einigen auf Schloss Homburg versammelten Pastoren Klage führte. Folge war ein ernstlicher Tadel mit der Mahnung an die Wiehler zu pflichtgemäßem Kirchenbesuch. (Ein Bericht dazu findet sich im Fürstlichen Archiv Berleburg. H 57.)
Durch den Siegburger Vergleich fanden 1604 die Scharmützel um die Herrschaft Homburgs ein Ende. Der Zwergstaat Homburg, der im Wesentlichen die Kirchspiele Wiehl und Nümbrecht umfasste, wurde in seinem Bestand gesichert.
1618 begann der Dreißigjährige Krieg und auch die Bevölkerung im Kirspel Wiell (Kirchspiel Wiehl) mit seinen Orten war den Grausamkeiten und Gewalttaten des kaiserlich-katholischen Kriegsvolks wehrlos ausgesetzt.
Aus dem Jahr 1628 sind die Bruchten zue Wiel überliefert. Das Wort „Brüchten“ gehört zum Zeitwort brechen, das Recht brechen. Im landesherrlichen Brüchtenverhör wurden bis ins 18. Jahrhundert hinein durchweg geringe Vergehen geahndet. Besonders häufige Fälle waren: Kartenspielen an Sonn- und Feiertagen, Beleidigungen, Zank- und Schimpf, Schlägereien, Körperverletzungen, Ungehorsam auf der Wache, beim Verhör, vorehelicher und unehelicher Geschlechtsverkehr, Fischen und Verkauf von Waren während des Gottesdienstes, Heiraten „außerhalb Landes“, d. h. in einen benachbarten Kleinstaat ohne landesherrliche Genehmigung, Diebstahl von Holz, Früchten, Heu, polizeiwidrige Kindtaufsfeiern (Kindbetten) und Hochzeiten (Gebehochzeiten). Außer Geldstrafen gab es noch den „Stock“, d. h. Fesselung vom Armen und Beinen im Klotz, Block sowie Einsperren in den Turm. Mit dem Tode bedrohte schwere Verbrechen wie Mord, Totschlag, aber auch Ehebruch und Landflucht (!) wurden von Gerichten höherer Ordnung geahndet. (Urschrift der Bruchten im Archiv des Fürstl. Hauses zu Berleburg)
1650 wurde die Mühlenbrücke über die Wiehl erbaut. 1696 kam es zur Gründung einer Lateinschule (schola latinitatis ) auf Anordnung des Homburger Grafen Wilhelm Friedrich. Wie lange diese höhere Schulabteilung Bestand hatte, lässt sich nicht sagen. Die über Jahrhunderte verschollene Steintafel mit dem lateinischen Gründungstext befindet sich heute im Gymnasium.
Ein von dem Richter und damaligen gräflichen Rat aus Wiehl Henrich Büttinghausen angeführter Aufstand der Bauern gegen die herrschaftliche Bedrückung durch Abgaben und Frondienste wurde 1699 militärisch niedergeschlagen.
Die Wälder um Wiehl herum boten im 18. Jahrhundert ein trostloses Bild. Sie waren bis auf die Höhenkämme zurückgedrängt, ausgebeutet und abgeholzt für Hausbrand, Lohschälen (für die Gerberei) und den enorm gestiegenen Holzkohlebedarf zur Eisengewinnung. Erst nach Einsatz von Steinkohle in der zweiten Hälfte des Jahrhunderts verlor die Holzkohlemeilerei an Bedeutung. Gemessen am heutigen Waldreichtum der Gegend belegen alte Fotos aus dem vergangenen Jahrhundert mancherorts die einst durch Raubbau verursachte Armut an bewaldeten Flächen.
Das Gebiet der Herrschaft Homburg fiel 1806 an den französischen Satellitenstaat Großherzogtum Berg. Dort wurden bei der Einführung von Verwaltungsstrukturen nach französischem Vorbild im Kanton Homburg des Arrondissements Siegen im Département Sieg auch die Mairien (Bürgermeisterei) Drabernderhöhe und Wiehl etwa in den Abmessungen der jeweiligen Kirchspiele eingerichtet.
1813 war Wiehl Schauplatz einer Rebellion gegen die napoleonische Herrschaft, die das ganze Bergische Land erfasste. Dieser sogenannte Aufstand der Speckrussen wurde von den Franzosen rasch niedergeworfen. Prinz Carl, ein gewisser Carl Schmidt aus Kehlinghausen war Anführer der Marodeure gewesen; ihren Namen erhielten sie im Volksmund, weil sie es hauptsächlich auf Würste, Schinken und Speck abgesehen hatten.
Durch den Wiener Kongress wurde die Herrschaft Homburg und damit auch Wiehl 1815 dem Königreich Preußen zugeordnet. Aus den Mairien Drabenderhöhe und Wiehl wurden preußische Bürgermeistereien, die seit 1816 zunächst zum neuen Kreis Homburg gehörten, 1825 zum Kreis Gummersbach kamen und jeweils nur aus der gleichnamigen Landgemeinde bestanden.
Zur Neugründung einer höheren Schule als privat finanzierte und in Privaträumen untergebrachte Rektoratschule gibt es u. a. für das Jahr 1850 zahlreiche schriftliche Zeugnisse. Nach Unterbrechungen und neuerlichen Bemühungen ging diese Privatschule wegen fehlender Mittel und aus Mangel an Lehrkräften und Schülern schließlich in den 1870er Jahren wieder ein.
In den Jahren nach 1850 wurde die Wiehltalstraße ausgebaut, die erste leistungsfähige Verkehrsanbindung in das Umland.
1860 wurden am Ohler Hammer Achsen und etwas später Patentachsen geschmiedet. Um 1870 suchten viele Männer Broterwerb durch saisonale Wanderarbeit als Maurer und Pflasterer in den Städten, bevorzugt im Wuppertal und in den sächsischen Industriegebieten (so genannte Sachsengängerei). 1879 schrieb der Bürgermeister im Vierteljahresbericht: „Öffentliche Stimmung im allgemeinen und mit Bezug auf die kirchlichen und kirchen-politischen Angelegenheiten: Die öffentliche Stimmung ist recht patriotisch, nur erscheint sie gedrückt in Bezug auf die hohen Steuern, die aufgebracht werden müssen. Der Culturkampf ist hier bedeutungslos. Polizeiverhältnisse: Auch hierüber ist nichts Besonderes zu berichten. Die herumziehenden Handwerksburschen haben sich auf ein Minimum reducirt.“
Um 1895 wurde an der Mühle (Müller Soest) Elektrizität erzeugt, womit auch einige benachbarte Gemeindeorte (Wülfringhausen, Alpe, Morkepütz) versorgt werden konnten.
Der Anschluss an das Eisenbahnnetz (Oberberg) 1897 gab Impulse für die wirtschaftliche Entwicklung im gesamten Wiehltal.
1898 war das Gründungsjahr der bis heute im Familienbesitz befindlichen Bergischen Patentachsenfabrik Wiehl (BPW), dem größten Industriewerk und Arbeitgeber im Wiehltal. Es ist das führende Unternehmen für die Herstellung gezogener (nicht angetriebener) Achsen und besitzt zahlreiche Niederlassungen weltweit.
1901 kam es hauptsächlich auf Betreiben des Bielsteiner Bürgermeisters Heinrich Brindöpke zur Gründung der Vereinigten Sparkasse der Homburgischen Gemeinden (Wiehl, Bielstein, Nümbrecht, Marienberghausen) mit Sitz in Wiehl.
Anfang des 20. Jahrhunderts hatte man in Wiehl Schwierigkeiten, Lehrer für die Schulen zu finden. Der Bürgermeister schrieb dazu 1904: „Der Schulbesuch war ein ziemlich regelmäßiger. Infolge Lehrermangel mußte an den Schulen Büttinghausen, Oberwiehl, Marienhagen, Neudieringhausen u. an der 2. Klasse Wiehl halbtags unterrichtet werden“. Und weiter: „Der Gemeinderat hat beschlossen, die Gehälter der Lehrer folgendermaßen aufzubessern: Definitiv angestellte Lehrer erhalten 1.350 M; dto. Lehrerinnen 1.050 M. Die Alterszulagen werden für die Lehrer auf 150 M und für die Lehrerinnen auf 100 M erhöht.“
Zur wirtschaftlichen Lage äußerte sich der Bürgermeister 1906 ebenfalls. In dem entsprechenden Bericht heißt es: „Die Berg. Patentachsenfabrik beschäftigt gegenwärtig bei 10-stündiger Arbeitsdauer 49 Arbeiter, welche je nach Leistung bei Accordpreisen 3,50 - 6 Mark täglich verdienen. Sie hat genügend Aufträge, sodass die Anlage zur Zeit ganz ausgenutzt werden kann und ist auch imstande, die Producte im Inlande unterzubringen. Die Firma Gebrüder Bion, welche hier einen kleinen Eisenhammer (6 Arbeiter) besitzen, klagt, dass sie Mühe hätte, bei den gestiegenen Preisen der Rohproducte die Fabrikate zu entsprechenden Preisen unterzubringen. Der Betrieb hat überhaupt mit der Konkurrenz der Großbetriebe, welchen alle möglichen technischen Hilfsmittel zur Verfügung stehen, zu kämpfen. In der Steinindustrie, dem für die hiesigen Gegenden bedeutendsten Industriezweige, ist die Nachfrage nach Pflastersteinen stärker geworden, der Absatz ist rege und die Preise für die Fertigwaren sind etwas gestiegen. Dementsprechend sind auch die Arbeitslöhne erhöht worden. Letzterer schwankt zwischen 3,50 und 10 M pro Tag. In den Steinbruchbetrieben hiesiger Gemeinde werden jetzt etwa 500 bis 550 Arbeiter beschäftigt.“
Weitere zwei Jahre später (1908) notierte er: „Aussicht auf Besserung der Lage ist noch nicht vorhanden. Besonders hat die Steinindustrie im letzten halben Jahre einen wesentlichen Rückgang zu verzeichnen. Die Einfuhr der schwedischen Steine hat den Absatz der Grauwacke sehr beeinträchtigt. Die Nachfrage nach Pflastersteinen ist sehr gering. Die Produktion übersteigt den Absatz und die Vorräte aus dem Winter liegen größtenteils noch in den Betrieben. Die Arbeiterzahl mußte deshalb auf das notwendigste beschränkt und die Löhne reduziert werden.“
Nach langer Pause erhielt Wiehl 1905 wieder eine weiterführende Bildungsstätte. Die Realschule (gehobene Volksschule, Mittelschule) entstand auf Betreiben einflussreicher, gebildeter Bürgerkreise mit wohlwollender, wenn auch finanziell bescheidener Unterstützung des Gemeinderates.
1909 erfolgte der vom Gemeinderat beschlossene Neubau der Rektoratschule (der späteren Realschule). Mit Gründung des Gymnasiums zog die Realschule 1971 in das Schulzentrum Bielstein um.
1939 übersiedelte die Gemeindeverwaltung in das neu erbaute Rathaus, das zum ortsbildprägenden Gebäude geworden (heutiger Altbautrakt) ist. Kurz vor Kriegsende setzten sich Angehörige der Gestapo (Geheime Staatspolizei) nach Wiehl ab und suchten in der Tropfsteinhöhle Unterschlupf. Aus Furcht vor Fliegerangriffen nahm die Bevölkerung ihr Verschwinden bei Nacht und Nebel mit Erleichterung zur Kenntnis.
Am 11. April 1945 besetzten die US-Amerikaner den Ort. Auf dem letzten großen Feldzug im Westen Deutschlands zur Aufspaltung des so genannten Ruhrkessels waren sie von der Sieg her kommend im Eiltempo vorgerückt und wurden nur noch in Drabenderhöhe vorübergehend aufgehalten. In den voraufgegangenen Tagen lag Wiehl unter Artilleriebeschuss, Häuser wurden zerstört oder schwer beschädigt. Der Kirchturm wurde abgeschossen; beim späteren Wiederaufbau fiel die Spitze um einige Meter niedriger aus.

## Nach dem Zweiten Weltkrieg
1948 war das Gründungsjahr der Gemeinnützigen Bau- und Siedlungsgenossenschaft Wiehl e.G. Rasch wurde sie zum unverzichtbaren Instrument bei der Linderung prekärer Wohnungsnot in den Nachkriegsjahrzehnten, eine Folge der Vernichtung von Wohnraum in den zerbombten Städten und der Aufnahme vieler Heimatvertriebener aus den ehemals deutschen Ostgebieten. Nicht nur der Bau preiswerter Sozialwohnungen, auch die Betreuung zahlloser Eigenheimbauten zählte zu den Aufgabenschwerpunkten. Heute stehen bei der Genossenschaft allein über 460 Wohnungen in 83 Häusern zur Verfügung. Sie sind durch umfangreiche Sanierungs- und Modernisierungsprogramme auf zeitgemäße Wohnstandards gebracht worden.
1951 wurde die katholische Kirche St. Mariä Himmelfahrt an der Ennenfeldstraße im Beisein des Kölner Erzbischofs Kardinal Frings eingeweiht, Architekt war der spätere Diözesanbaumeister Wilhelm Schlombs. Die Prinzipalien stammen von Elmar Hillebrand, die Fenster von Paul Weigmann.
1964 wurde die Landesgartenschau in der Wiehltalaue ausgerichtet – am jetzigen Ort des Wiehltal-Stadions.
Außerdem wurden Max Deubel und Emil Hörner aus Wiehl zum vierten Mal Weltmeister im Motorrad-Gespannfahren, danach wurden sie noch zweimal Vizeweltmeister.
Ab Mitte der 1960er Jahre brachten Planung und der schrittweise Ausbau der Autobahn Köln-Olpe (A 4) kräftige Wachstumsimpulse für die Stadt. Mit der Ausweisung von Industrie- und Gewerbeflächen um das Bomiger Verkehrskreuz wurde eine nachhaltige Stärkung der Wirtschaftskraft und damit die Konsolidierung der kommunalen Finanzkraft eingeleitet. Zeitgleich setzte die Erschließung und Bebauung aufnahmefähiger Wohnsiedlungsgebiete (Sonnenhang u. a.). Daraus folgte ein rascher Bevölkerungszuwachs.
Das zuvor verfolgte Ziel, Wiehl als staatlich anerkannten Luftkurort zu platzieren, wurde zur Vermeidung von Zielkonflikten schließlich zugunsten der industriell-gewerblichen Wirtschaftsausrichtung preisgegeben. Im gleichen Jahr ereigneten sich die letzten großen Überschwemmungen vor dem Bau der Wiehltalsperre.
1965 wurde der Personenverkehr auf der Wiehltalschiene eingestellt. Der Güterverkehr blieb vorläufig erhalten, wurde aber auch schrittweise auf die Aggertalbahn verlagert.
1968 wurde das Dietrich-Bonhoeffer-Gymnasiums gegründet. Bis zur Fertigstellung des ersten Bauabschnitts 1971 (auf dem Gelände der alten Realschule) wurde der Lehrbetrieb 1969 in Räumen der Grundschule mit 78 Schülern in 2 Klassen aufgenommen. 1971 wurde die Ortsumgehungsstraße freigegeben, ohne die der Ortskern von Wiehl heute im Durchgangsverkehr ersticken würde. Außerdem wurde unter der das Wiehltal überspannenden Brücke auf brachliegenden Wiesen der Wiehlpark mit Grün- und Wasserflächen für Spiel, Sport und Freizeit angelegt.
1971 erhielt Wiehl die Stadtrechte. 1975 entstand die Wiehltalhalle als Aula des Gymnasiums, die auch Raum für außerschulische Veranstaltungen wie zum Beispiel für kulturelle und gesellschaftliche Anlässe bietet. Das zu klein gewordene Rathaus wurde um einen modernen Anbau an der Bahnhofstraße erweitert. Das dort stehende, im Krieg ausgebrannte und danach wiederhergestellte Bürgermeisterhaus musste dem Anbau weichen. 1976 wurde die Eissporthalle mit neuer Freibadanlage als Großversuchsanlage zur Nutzung von Solarenergie fertiggestellt. Die Eissportabteilung wurde gegründet.
1981 wurde das Jubiläum 850 Jahre Wiehl festlich begangen. Im gleichen Jahr erhielt die Sparkasse ein neues Gebäude an der Hauptstraße. Der Altbau und das zuvor als Ausweichquartier für die Stadtverwaltung dienende Amtsgerichtsgebäude wurden abgebrochen. 1983 erfolgte der Neubau der Raiffeisenbank an der Bahnhofstraße, heute Volksbank Oberberg eG. Der im ersten Abschnitt bereits 1977 begonnene Weiherplatz entwickelte sich durch weitere Geschäfts- und Wohneinheiten 1984 schrittweise zum neuen Geschäftszentrum mit Anziehungskraft über Wiehl hinaus. 1986 fand der erste Wochenmarkt in Wiehl großes Käuferinteresse. Ab 1987 wurde der Zuzug von Aussiedlern wie auch von Asylbewerbern stärker. Die Stadt war deswegen gezwungen, für spätere verkehrliche oder ortsbauliche Sanierungspläne vorgesehene Gebäude in Wiehl, Bielstein und anderen Ortschaften anzukaufen und für die Unterbringung herzurichten. 1988 lockte das erste Wiehler Stadtfest über 15.000 Besucher an.
Außerdem erfolgte der Bau der so genannten Querspange zur Verknüpfung der Hauptstraße mit der Ortsumgehung, die von großer Bedeutung für die Entlastung der Ortsdurchfahrten von Wiehl und Oberwiehl ist und zugleich Freiflächen zur Standortsicherung und Ausdehnung der Bergischen Achsenfabrik erschließt. Weiterhin wurde der Wall zum alten Steinbruch Eichhardt zum Bau der neuen Friedhofstraße durchbrochen. Eine leistungsfähige Verkehrsader für das stark wachsende Wohngebiet Sonnenhang, für den geplanten zweiten Sportplatz sowie das moderne Feuerwehrhaus entstand. 1989 wurde die Verkehrsführung im Ortskern umgebaut. Die den Verkehrsfluss hemmenden Ampeln an der Rathaus-Kreuzung verschwanden. Der Weiherplatz wurde über die neugeführte Wülfringhauser Straße angebunden. Im Januar und Februar 1990 tobten bisher nicht gekannte orkanartige Stürme über das Land und richteten vor allem in den Wäldern große Schäden an. Der Sportplatz Eichhardt folgte nach langer Standortsuche und Finanzierungsproblemen als Ersatz für den zuvor aufgegebenen Fußballplatz am Ort der heutigen Eissporthalle. Erstmals fanden die Internationalen Wiehler Jazztage statt. 1991 war die ärztliche Versorgung durch eine weitere Niederlassung von Fachärzten nach und nach bedarfsgerecht abgerundet worden. 1995 übernahm die Stromversorgung Aggertal GmbH Aggerstrom die Energielieferung für Wiehl, Gummersbach, Bergneustadt, Engelskirchen und Overath. Das Beteiligungsunternehmen der Kommunen mit GEW Rheinenergie tritt an die Stelle des RWE.
An der Homburger Straße entstand 1998 das Johanniter-Haus an Stelle alter Postgaragen. Es beherbergt neben Eigentums- und Mieteinheiten für betreutes Wohnen Räume des Seniorentreffs OASe, Diakonie- und Sozialstation mit ambulanten und stationären Tagespflegediensten. 1999 übernahm Wiehl als mittlere kreisangehörige Stadt (mit über 25.000 Einwohnern) neue Funktionen der örtlichen Bauaufsicht und der Baugenehmigungsbehörde sowie eigenem Jugendamt.
Am 3. Mai 2001 wurde das Wiehltal (ebenso das Aggertal) von einem Jahrhunderthochwasser heimgesucht. Nach nur einstündigem sintflutartigem Regenfall traten die Wiehl und der sonst friedlich plätschernde Alpebach über die Ufer. Nie zuvor in solchem Ausmaß gekannte Überschwemmungen verursachten große Schäden an Straßen, Gebäuden und Fahrzeugen. Die primär als Trinkwasser-Reservoir am Oberlauf der Wiehl angestaute Wiehltalsperre war nur in räumlich begrenztem Umfang für den Hochwasserschutz tauglich.
2004 ereignete sich auf der Wiehltalbrücke ein schwerer Unfall, bei dem ein mit 32.000 Litern beladener Tanklaster die Leitplanken durchbrach, die Brücke hinabstürzte und explodierte. Als Folge belastete der Durchgangsverkehr der A4 das Stadtgebiet von Wiehl stark. Nach langer Planungsphase, Sicherung der Grundstücksflächen und Freilegung der Trasse begann 2004 die Realisierung einer zentralen Anbindung des Ortskerns an die Umgehungsstraße (Kreisverkehrsplatz, 2005 fertiggestellt) und damit die städtebauliche Neustrukturierung des Areals südlich der Gleisanlagen.
Nach Abbruch alter Gebäude einer Bauunternehmung wurde der Neubau eines vergrößerten Verbrauchermarkts vollzogen.